# 翠麗花園 (上水)

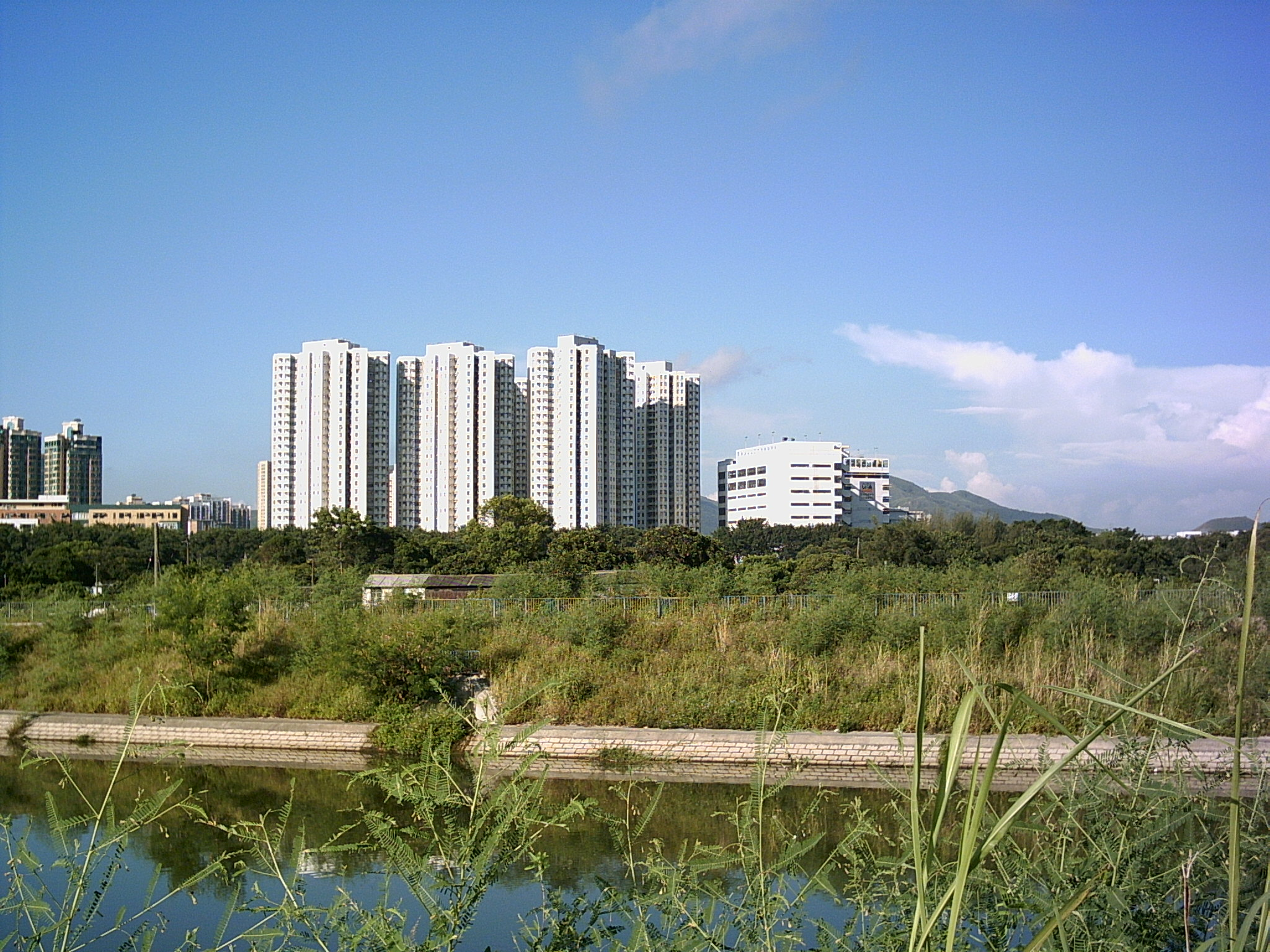
遠眺翠麗花園北面

翠麗花園（英語：Tsui Lai Garden）是由香港房屋委員會發售的私人參建居屋屋苑，位於香港新界上水鳳南路9號，共有六座樓宇，由青木建設株式會社發展，關吳黃建築師事務所有限公司關永康建築師負責設計。佔地20,900平方米，共2012伙，並在1989年落成，分作兩期推售（第十一期甲、第十一期乙），首次推出時售價為237,100-414,500港元。該地段在屋苑落成前，大多範圍為木廠。

## 屋苑資料

### 樓宇
| 樓宇名稱 | 樓宇類型                       | 落成年份 | 每座層數 | 每層伙數 | 每座單位數目(伙) | 建築師                                      | 提供升降機的廠商（更換前） | 現時提供升降機的廠商（更換後） |
| -------- | ------------------------------ | -------- | -------- | -------- | ---------------- | ------------------------------------------- | -------------------------- | ------------------------------ |
| 第1座    | 私人機構參建居屋計劃 （X字型） | 1989年   | 28       | 12       | 330              | 關永康建築師 （關吳黃建築師事務所有限公司） | Goldstar                   | 日立                           |
| 第2座    | 私人機構參建居屋計劃 （X字型） | 1989年   | 28       | 12       | 332              | 關永康建築師 （關吳黃建築師事務所有限公司） | Goldstar                   | 日立                           |
| 第3座    | 私人機構參建居屋計劃 （X字型） | 1989年   | 29       | 12       | 344              | 關永康建築師 （關吳黃建築師事務所有限公司） | Goldstar                   | 日立                           |
| 第4座    | 私人機構參建居屋計劃 （X字型） | 1989年   | 27       | 12       | 323              | 關永康建築師 （關吳黃建築師事務所有限公司） | Goldstar                   | 日立                           |
| 第5座    | 私人機構參建居屋計劃 （X字型） | 1989年   | 29       | 12       | 339              | 關永康建築師 （關吳黃建築師事務所有限公司） | Goldstar                   | 日立                           |
| 第6座    | 私人機構參建居屋計劃 （X字型） | 1989年   | 29       | 12       | 344              | 關永康建築師 （關吳黃建築師事務所有限公司） | Goldstar                   | 日立                           |

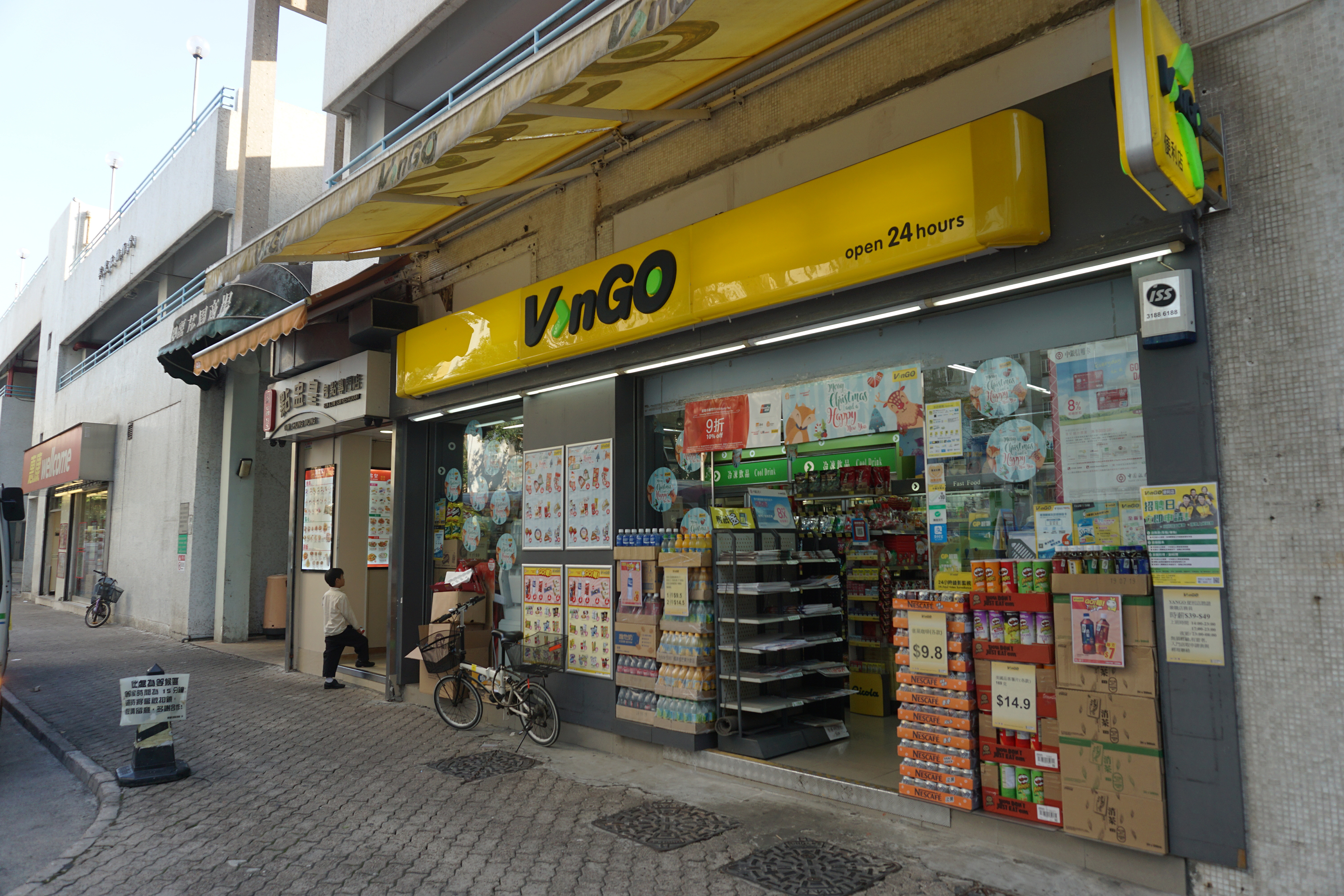
翠麗花園商場街舖
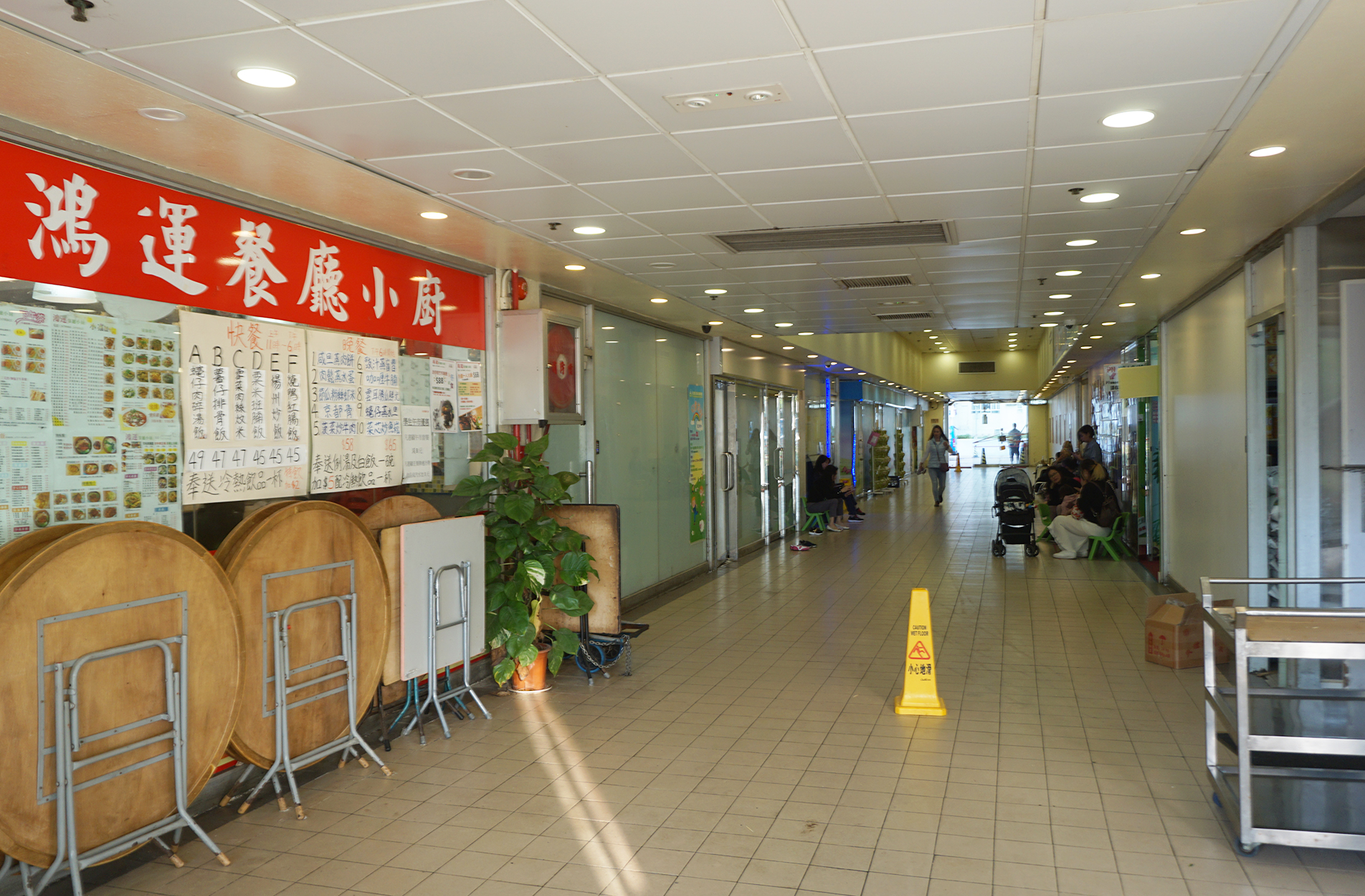
翠麗花園商場通道
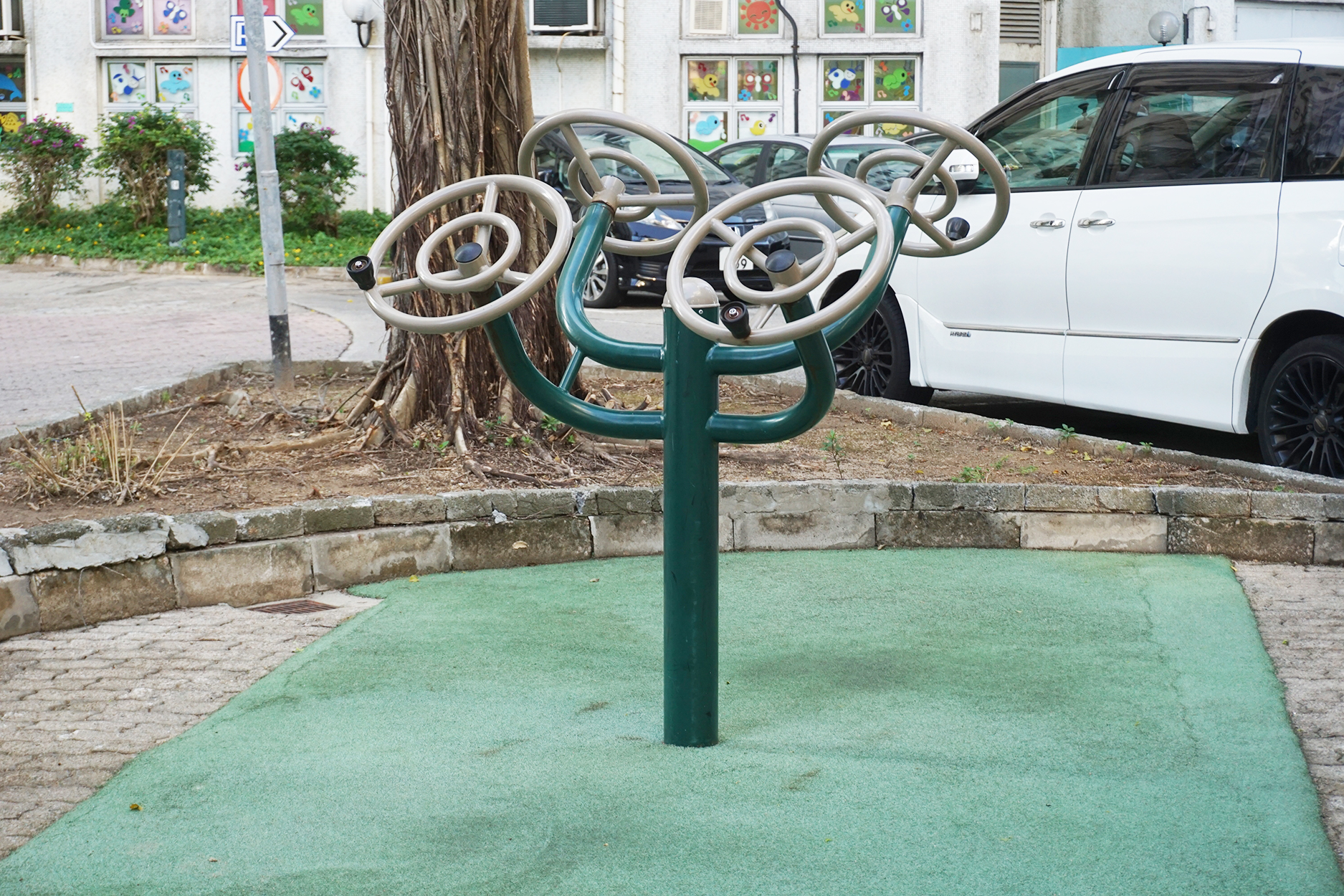
太極推手器
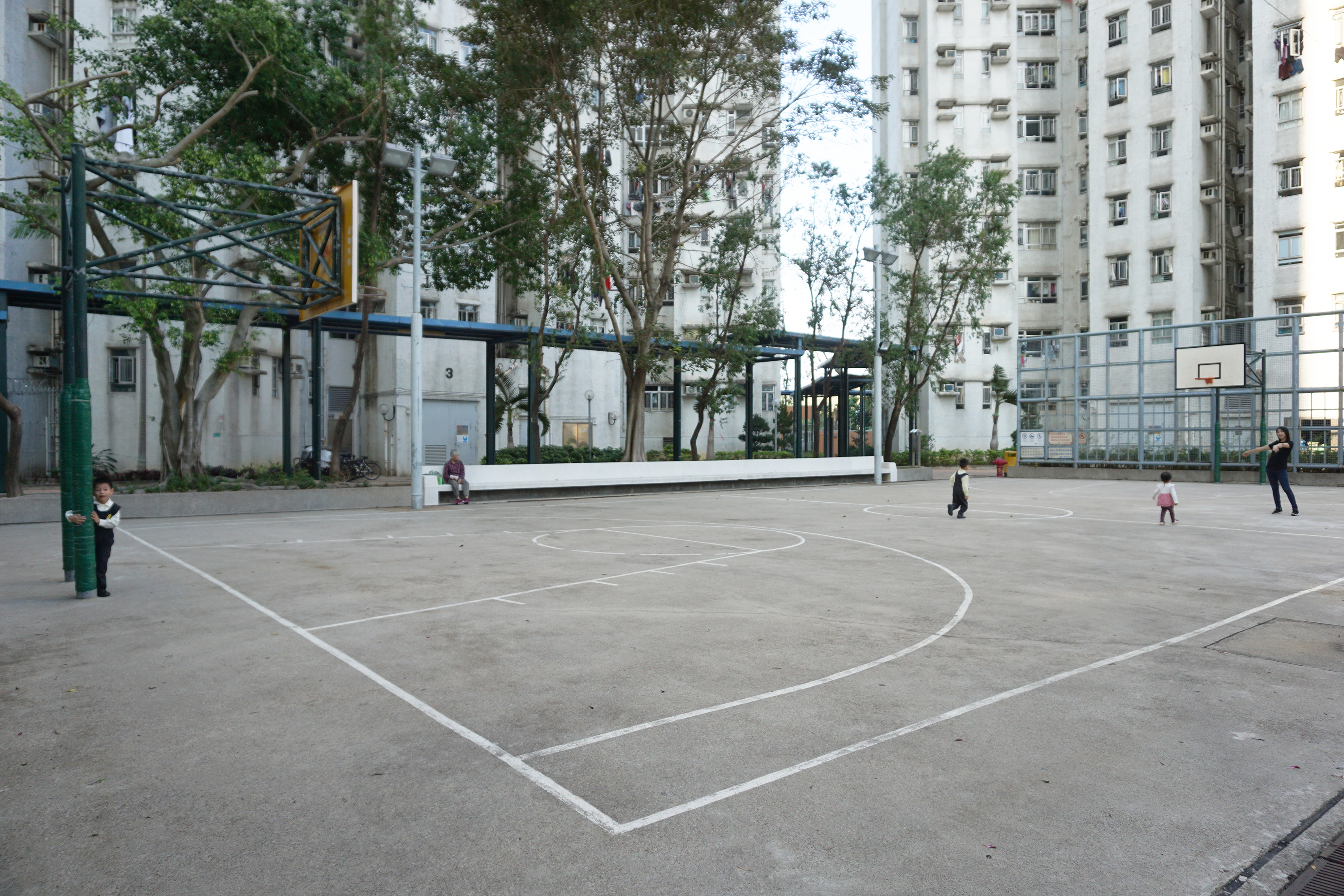
籃球場及單車停泊處
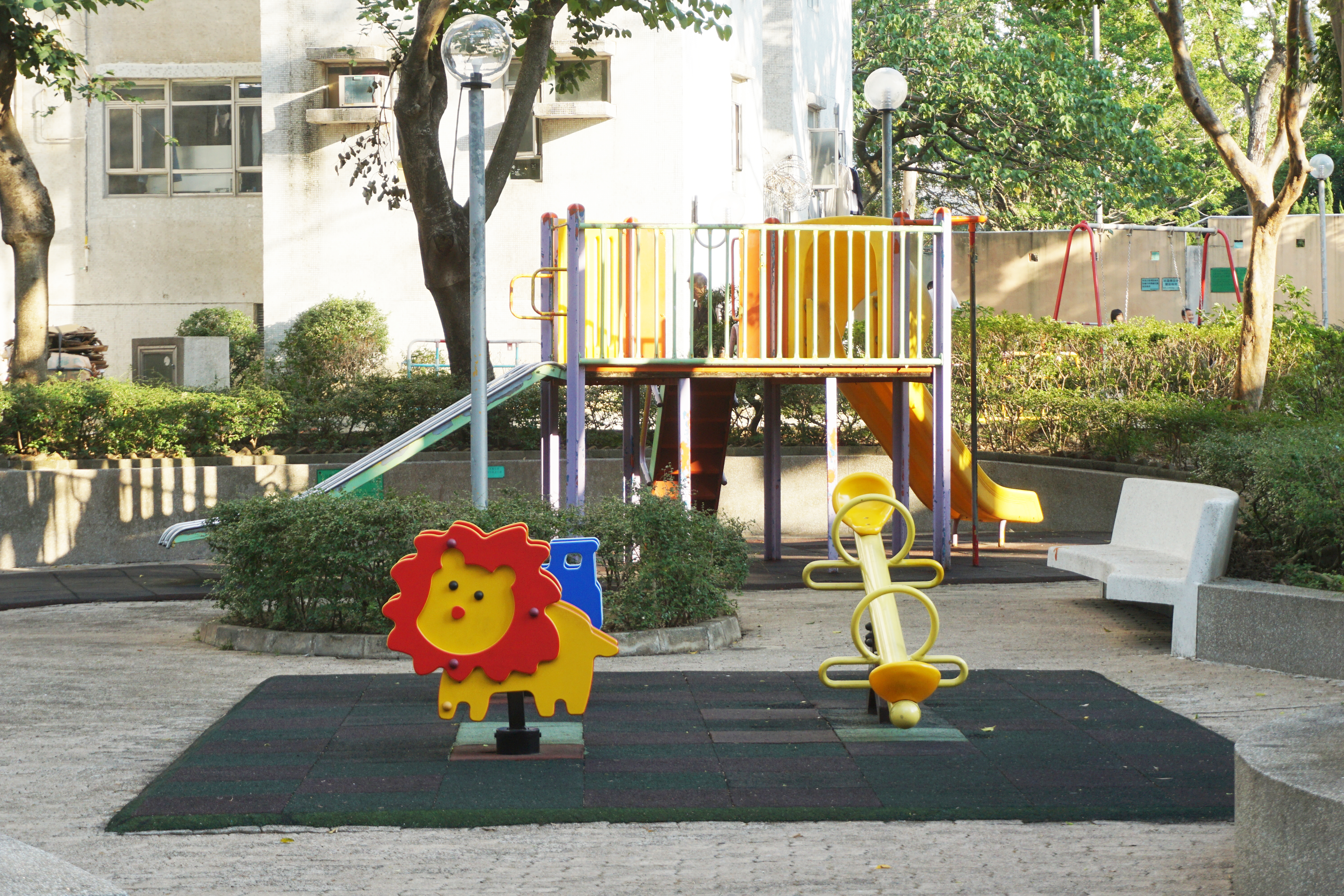
彈簧椅、搖搖板、滑梯及鞦韆
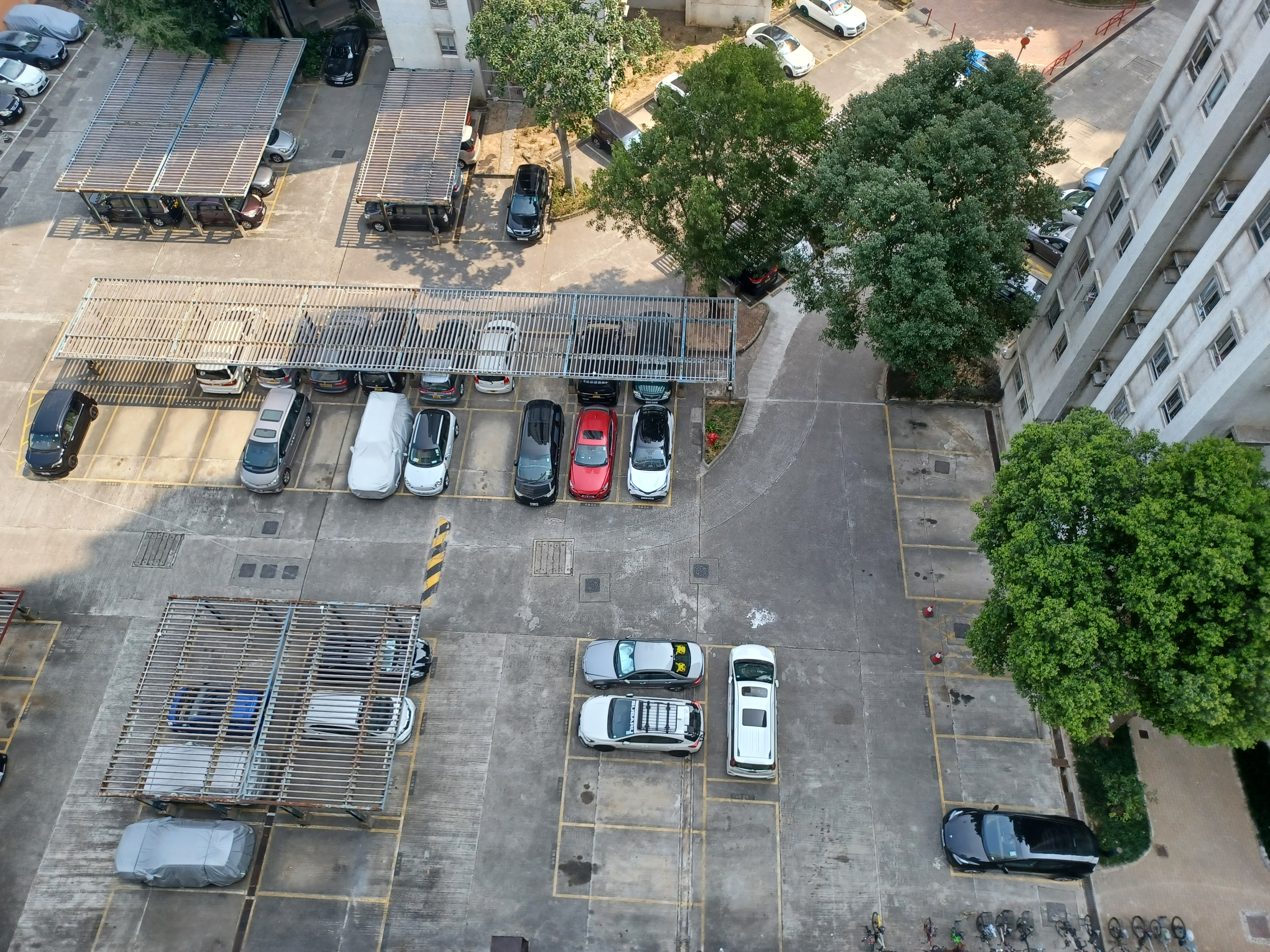
翠麗花園的露天停車場
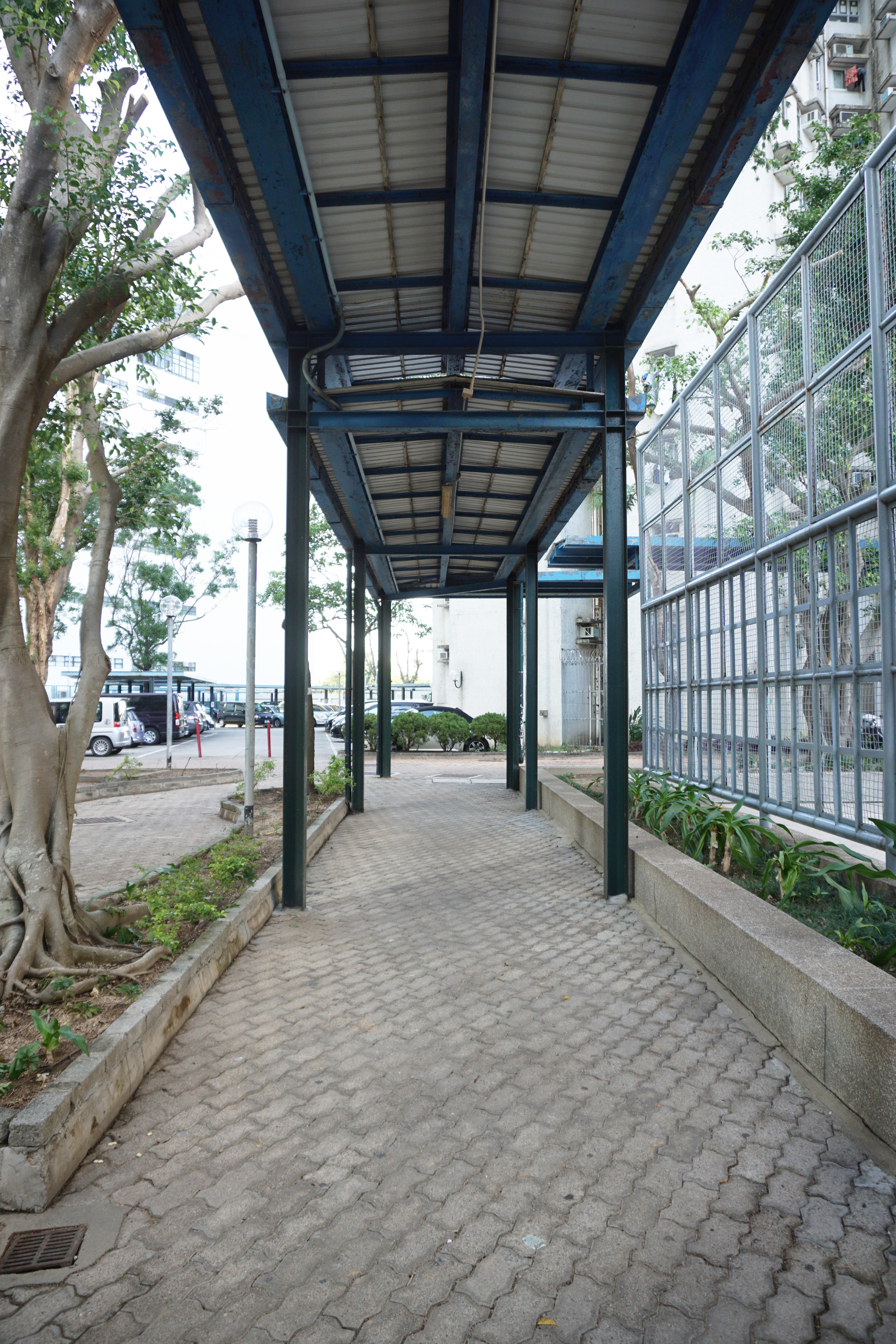
有蓋行人通道，遠處為露天停車場

## 教育

### 幼稚園
- 比諾中英文幼稚園 （页面存档备份，存于） （2009年創辦）（位於翠麗花園第4至5座地下）
- 耀基創藝幼稚園（上水） （页面存档备份，存于） （2014年創辦）（位於翠麗花園商場地下23及24號舖）

## 交通

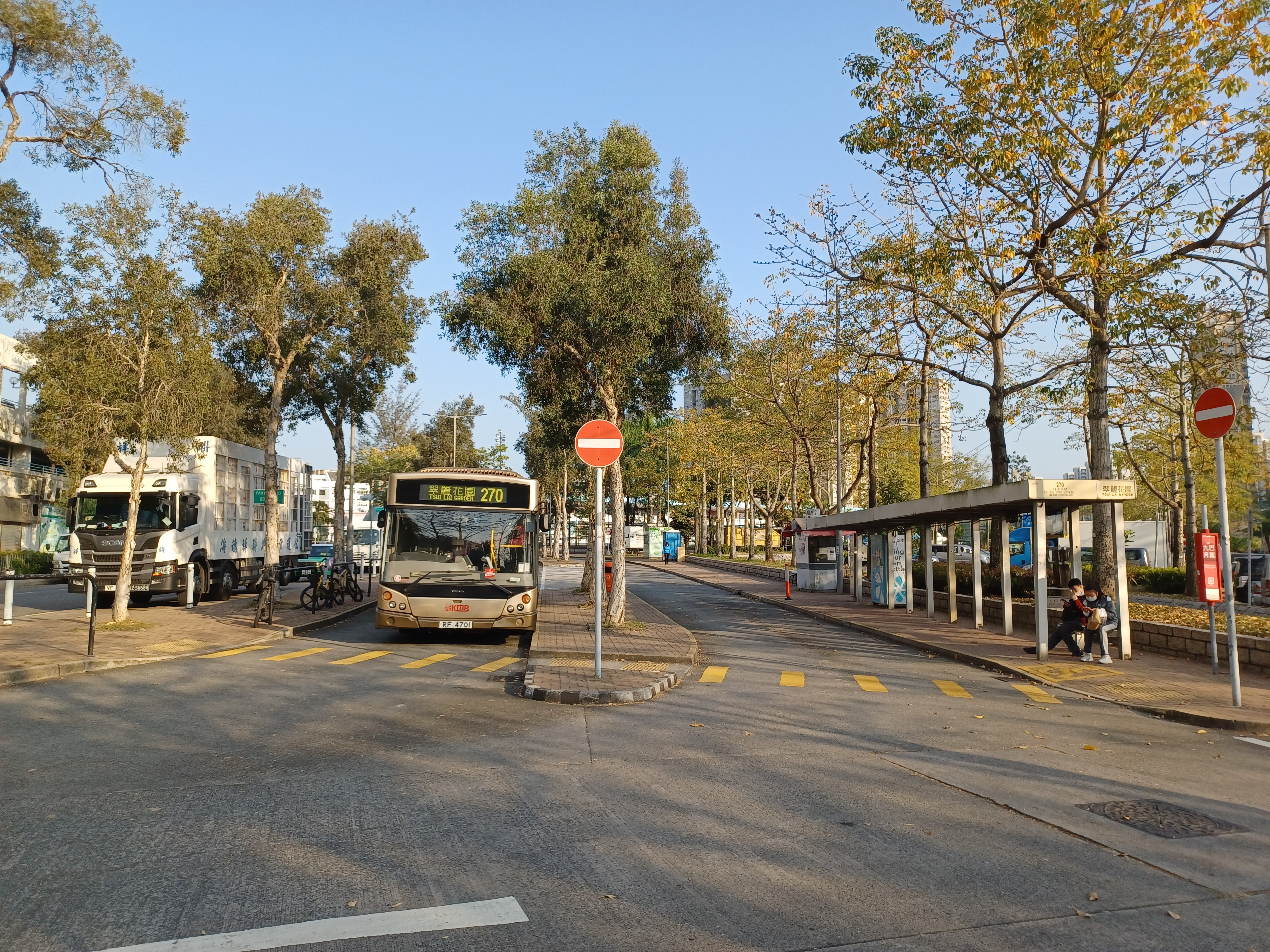
翠麗花園巴士總站

## 重大事件
- 2010年9月11日，4座11號升降機平衡鉈纜索折斷，由24樓墜落14樓一名男住客被困， 無人受傷。

## 外部連結
- 房屋署翠麗花園資料 （页面存档备份，存于）
- 上水翠麗花園升降機意外調查技術報告 （页面存档备份，存于）